# Józef Michał Chomiński
Józef Michał Chomiński (* 24. August 1906 in Ostrów; † 20. Februar 1994 in Warschau) war ein polnischer Musikwissenschaftler.
Chomiński studierte in Lemberg Komposition und Dirigieren bei Adam Sołtys. Nach dem Staatsexamen unterrichtete er am Malwina-Reyss-Musikinstitut und betätigte sich als Chordirigent und als Korrepetitor am Opernhaus Lemberg. Daneben studierte er Musikwissenschaft an der Universität Lemberg bei Adolf Chybiński. Hier graduierte er 1931 und erlangte 1936 mit einer Arbeit über Edvard Grieg den Doktorgrad.
Von 1937 bis zum Ausbruch des Zweiten Weltkrieges war Chomiński Mitarbeiter der Nationalbibliothek und Bibliothekar des Warschauer Konservatoriums. Nach dem Krieg wurde er Professor an der Musikhochschule Poznań. Nach einem Kuraufenthalt in die Schweiz übernahm er die Leitung der Zeitschrift Kwartalnik Muzyczny. Ab 1949 unterrichtete er am Institut für Musikwissenschaft der Universität Warschau, wo er 1960 eine Professur erhielt. Von 1951 bis 1959 leitete er zudem die von ihm gegründete Sektion (bzw. Fakultät) des Staatlichen Kunstinstitutes (später: Institut für Kunst der Polnischen Akademie der Wissenschaften).
Als Lehrer und Verfasser einer großen Anzahl von Werken zu musiktheoretischen und -historischen Themen war Chomiński prägend für mehrere Generationen polnischer Musikwissenschaftler. Als seine wichtigsten Werke, die er teilweise mit seiner Frau, Krystyna Wilkowska-Chomińska, verfasste, gelten die fünfbändigen Formy muzyczne (Kraków 1954–84), die Historia harmonii i kontrapunktu in drei Bänden (1958–1990) und die zweibändige Historia muzyki powszechnej (1989–90).